# Dyslokacja tektoniczna
Dyslokacja tektoniczna (t. deformacja tektoniczna) - proces przemieszczania mas skalnych w obrębie skorupy ziemskiej, zachodzący pod wpływem ruchów tektonicznych wzdłuż pewnej powierzchni lub wąskiej strefy.
Także struktura (deformacja, przeobrażanie w układzie warstw skalnych) powstała w wyniku takiego właśnie przemieszczenia. 
Rodzaje dyslokacji:
- fleksura (wygięcie warstw),
- uskok (zerwanie ciągłości warstw).